# Amanda Jansson
Amanda Ragnhild Isabell Jansson (* 26. April 1990 in Schweden) ist eine schwedische Schauspielerin.

## Leben und Karriere
Amanda Jansson wurde am 26. April 1990 in Schweden geboren. Sie wuchs in Skärplinge auf. Sie besuchte die Vasaskolan in Gävle. Danach besuchte sie die  Fridhems folkhögskola in Svalöv. Anschließend studierte sie an der Teaterhögskolan i Luleå Ihr Debüt gab sie 2017 in der Serie Rebecka Martinsson. Außerdem war sie 2019 in Vår tid är nu zu sehen. 2021 bekam Jansson in der Serie Tunna blå linjen die Hauptrolle.

## Filmografie
Serien
- 2017: Rebecka Martinsson
- 2019: Vår tid är nu
- 2020: Beck – Utom rimligt tvivel
- 2021–2022: Tunna blå linjen
- 2022: Nattryttarna

Filme
- 2024: Stormskärs Maja